# Marco Praga
Marco Praga (Milà, 20 de juny de 1862 - Varese 31 de gener de 1929) va ser un dramaturg i crític teatral italià. Va col·laborar en la confecció del llibret de Manon Lescaut de Puccini.